# Jörgen Johansson (bandyspelare)
Karl Jörgen Johansson, född 1959 i Ljusdal, är en svensk bandyspelare. Jörgen Johanssons moderklubb är Ljusdals BK och han var målvakt i Sveriges herrlandslag i bandy som vid VM 1981 vann Sveriges första VM-guld i sporten (detta var första gången som Sovjetunionen inte blev världsmästare i bandy). Jörgen har även spelat fotboll i IK Sirius FK.
Jörgen Johansson är den förste bandyspelaren i världen att vinna tre olika VM-kategorier i följd: Pojk-VM (75) Junior-VM (78) Senior-VM (81). Efter Junior-VM 1978 blev Jörgen även utsedd till Årets junior i svensk bandy.
2013 utnämnde Upsala Nya Tidning Jörgen Johansson och Lars Kylberg till de två bästa bandymålvakterna i IK Sirius BK genom tiderna.